# Bahnhof Templin
Der Bahnhof Templin ist ein Regionalbahnhof der Stadt Templin in Brandenburg. Der Bahnhof liegt südwestlich der Innenstadt.

## Geschichte
Als im Jahre 1888 die Bahnstrecke Löwenberg (Mark)–Templin eröffnet wurde, erhielt die Stadt Templin an ihrem westlichen Ortsrand den vorläufigen Endbahnhof der Strecke. Templin blieb nur wenige Jahre Endbahnhof, da im Jahre 1898 die Strecke Britz–Templin gebaut wurde, hinzu kam ein Jahr später die Verlängerung der Strecke von Löwenberg (Mark) nach Prenzlau und die Verlängerung der Strecke von Britz nach Fürstenberg/Havel. Damit war Templin ein Eisenbahnknoten geworden. Im Sommer 1913 eröffnete noch die Strecke Templin–Fürstenwerder, die in Fährkrug von der Prenzlauer Strecke abzweigte. Diese wurde aber 1945 wieder abgebaut. Auch die Strecke nach Prenzlau war in den Jahren von 1945 bis 1953 aufgrund von Reparationsleistungen unterbrochen. Da die Reisendenzahlen im Laufe der Jahre immer weiter sanken, wurden einige Strecken geschlossen. Zum 1. Juni 1996 wurde der Personenverkehr nach Fürstenberg, am 28. Mai 2000 im Abschnitt Templin Stadt–Prenzlau eingestellt. Im Jahr 2006 wurde aufgrund von Einsparmaßnahmen des Landes Brandenburg der Verkehr im Abschnitt Templin–Joachimsthal abbestellt. Somit gab es nur noch eine Strecke nach Templin, die im SPNV bedient wird. Ab Dezember 2018 wurde die Strecke Templin–Joachimsthal für zunächst drei Jahre wieder betrieben. Wegen der Corona-Pandemie wurde dieser Probebetrieb um ein weiteres Jahr verlängert. Im Sommer 2022 entschied der Brandenburger Landtag mehrheitlich, die Verbindung wegen einer zu geringen Fahrgastzahl zum Fahrplanwechsel ab 12. Dezember 2022 wieder einzustellen.[veraltet]
Der Streckenabschnitt Löwenberg – Templin soll bis Juni 2020 in das elektronische Stellwerk Neuruppin integriert werden, das örtliche Stellwerk des Bahnhofs Templin wird hierdurch ersetzt.

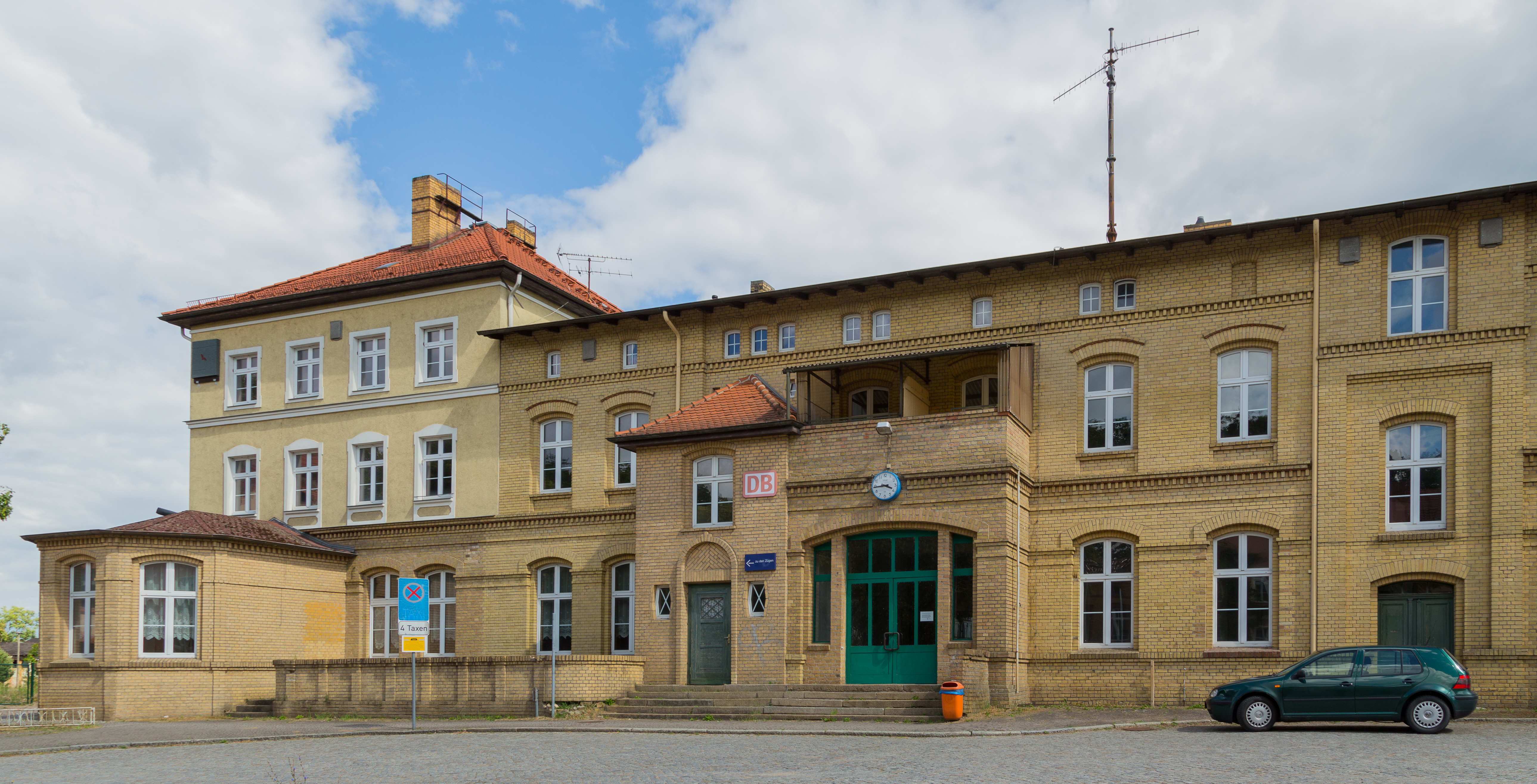
Empfangsgebäude

### Anlagen
Der Bahnhof Templin besaß bis Ende der 1990er Jahre umfangreiche Gleisanlagen, die großangelegten Rationalisierungsmaßnahmen zum Opfer fielen. Es gab fünf Bahnsteiggleise, einen Güterbahnhof, einen Güterschuppen, mehrere Gleisanschlüsse und ein Bahnbetriebswerk mit Drehscheibe, Lokschuppen und Wasserturm. Alle Einrichtungen sind noch vorhanden, jedoch gleislos.
Westlich des Empfangsgebäudes befindet sich ein Güterschuppen mit Ladegleisen.
Das Ensemble des Bahnhofs, bestehend aus Empfangs- und Abfertigungsgebäude, den Bahnsteigüberdachungen, einem Diensthäuschen auf Bahnsteig 1, dem Güterschuppen mit Ladegleis und Prellböcken und einem Beleuchtungsmast, dem Stellwerk B1, vier Flügelsignalen, Wasserturm, Wasserstation und -schwenkkran, Ringlokschuppen mit Drehscheibe, Werkstattgebäude sowie drei Wohnhäusern steht unter Denkmalschutz.
Im Frühjahr 2012 wurde der Hausbahnsteig am Gleis 1 modernisiert und dabei auf 100 Metern Länge auf eine Höhe von 55 cm angehoben, um einen ebenerdigen Einstieg in die Züge zu ermöglichen. In diesem Zuge wurde der Bahnsteig mit einem taktilen Blindenleitsystem, neuem Mobiliar und einem dynamischen Schriftanzeiger (DSA), zur Fahrgastinformation im Störungsfall, ausgestattet.

## Verkehrsanbindung

### Busverkehr
Mehrere Buslinien der Uckermärkischen Verkehrsgesellschaft (UVG) fahren den Bahnhof an, darunter die Linie 517, die den ehemaligen Schienenverkehr nach Lychen und Fürstenberg/Havel übernimmt, die Stadtbuslinie 531 und die Linie 509 nach Groß Väter. Die Anbindung an Joachimsthal wird  seit Ende 2022 mit Bussen der Linie 515 der UVG vom unweit des Bahnhofs Templin Stadt liegenden Omnibusbahnhof durchgeführt.

### Zugverkehr
| Linie                    | Linienverlauf | Takt (min) | EVU |
| ------------------------ | --- | ---------- | --- |
| RB 12                    | Berlin Ostkreuz – Berlin-Lichtenberg – Berlin-Hohenschönhausen – Oranienburg – Sachsenhausen – Nassenheide – Grüneberg – Löwenberg (Mark) Bergsdorf – Zehdenick (Mark) – Zehdenick-Neuhof – Vogelsang (Kr Oberhavel) – Hammelspring – Templin – Templin Stadt | 60         | NEB |
| Stand: 15. Dezember 2024 | |            |     |

#### Ehemalige Linien
| Linie | Linienverlauf                                                   | EVU              | Verkehr eingestellt |
| ----- | --------------------------------------------------------------- | ---------------- | ------------------- |
| RB 64 | Templin – Lychen – Fürstenberg (Havel)                          | DB Regio Nordost | 1. Juni 1996        |
| RB 65 | Templin – Haßleben – Prenzlau                                   | DB Regio Nordost | 28. Mai 2000        |
| OE 63 | Templin – Joachimsthal – Eberswalde                             | ODEG             | 9. Dezember 2006    |
| RB 63 | (betrieblich Templin) Templin Stadt – Joachimsthal – Eberswalde | NEB              | 10. Dezember 2022   |

### Güterverkehr
Seit dem 10. Mai 2011 verkehren in unregelmäßigen Abständen wieder Güterzüge nach Templin. Bei diesen Zügen handelt es sich um Ganzzüge, die mit Holz beladen sind, das für die Templiner Holzindustrie bestimmt ist. Die Entladung der Wagen erfolgt an der Laderampe zwischen den Gleisen 14 und 15; gefahren werden die Züge durch die Havelländische Eisenbahn.